# Zagreber Philharmonie

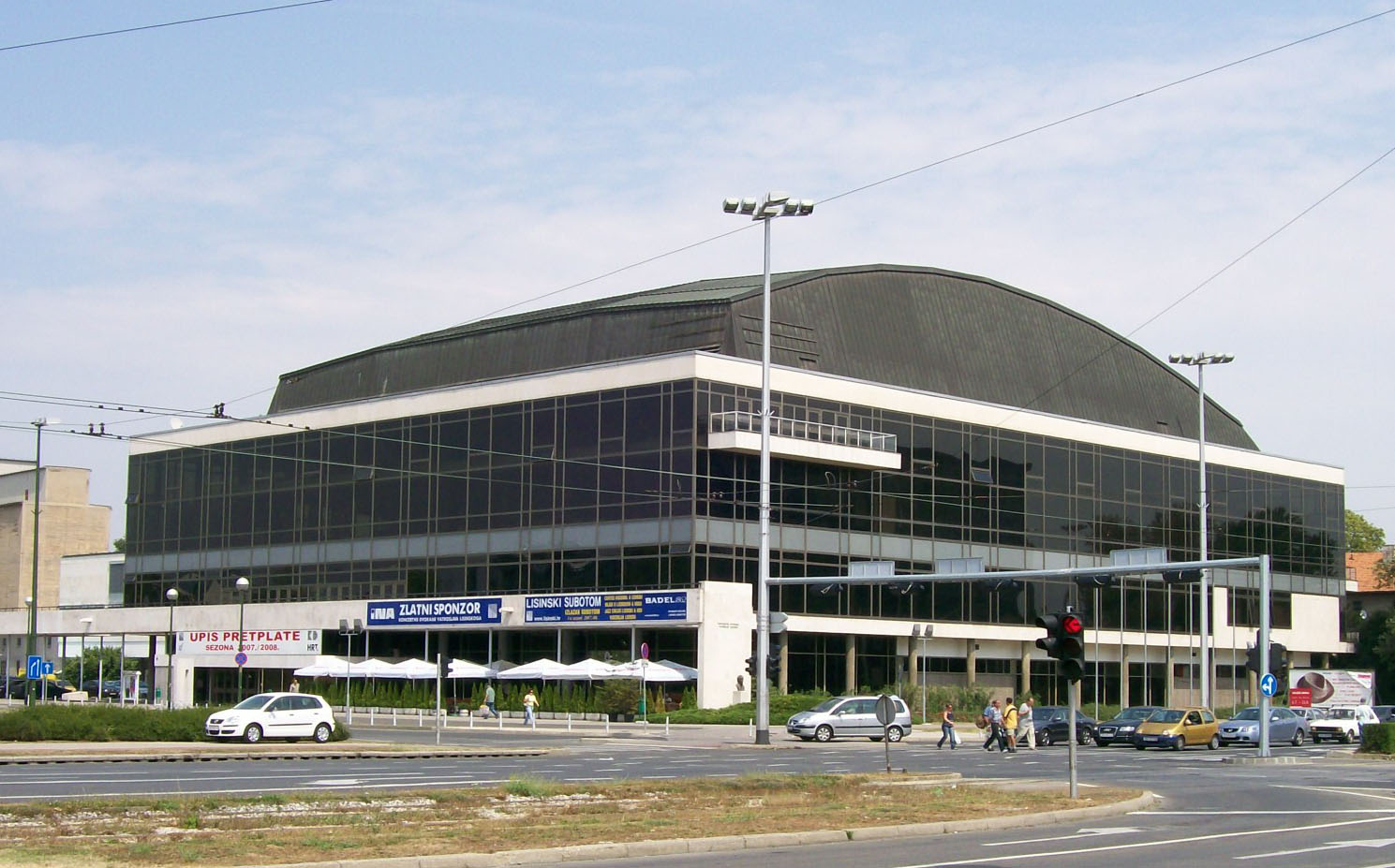
Vatroslav Lisinski Konzertsaal

Zagreber Philharmonie (Zagrebačka filharmonija, ZGF auf Kroatisch) ist ein Orchester in Zagreb, Kroatien.

## Geschichte
1871 wurde das Orchester in Zagreb gegründet.
1920 bekam es den heutigen Namen.
Chefdirigenten des Orchesters waren u. a. Friedrich Zaun, Milan Horvat, Lovro von Matačić, Mladen Bašić, Pavle Dešpalj, Kazushi Ōno, Pavel Kogan, Alexander Rahbari und Vjekoslav Šutej.
Viele berühmte Dirigenten und Komponisten haben auch mit der Zagreber Philharmonie zusammengearbeitet: Bruno Walter, Leopold Stokowski, Paul Kletzki, Sir Malcolm Sargent, Kirill Kondraschin, Kurt Sanderling, Carlo Zecchi, Jean Martinon, Milan Sachs, Krešimir Baranović, Boris Papandopulo, Stjepan Šulek, Milko Kelemen, Igor Stravinski, Krzysztof Penderecki und andere. 
Zu den Gastdirigenten der jüngsten Jahre zählten Dmitri Kitajenko, Lorin Maazel, Leopold Hager, Valery Gergiev, Marko Letonja, Rafael Frühbeck de Burgos, Hans Graf, Sir Neville Marriner, Berislav Klobučar, Jesús López Cobos, Peter Maxwell Davies und andere.
Die Zagreber Philharmonie gab Konzerte in fast allen europäischen Ländern, in Russland, den Vereinigten Staaten, Mexiko und Japan. Sie nahm auch regelmäßig am Sommerfestival von Dubrovnik und an der Zagreber Biennale teil. 2016 debütierte das Orchester in der New Yorker Carnegie Hall. 2019 wurde es in der Kategorie „Best Gospel Album“ für den Grammy nominiert.
Chefdirigent der Zagreber Philharmonie wurde 2016 David Danzmayr, sein Nachfolger wurde 2021 Dawid Runtz.